# Fußball-Europameisterschaft der Frauen 2029
Die Fußball-Europameisterschaft der Frauen 2029 (offiziell UEFA Women’s Euro 2029) wird die 15. Austragung des europäischen Kontinentalwettbewerbs im Frauenfußball sein.

## Vergabe
Ein offizielles Interesse zur Ausrichtung musste bis zum 24. September 2024 gegenüber der UEFA bekundet werden. Die Anforderungen an die Bewerber wurden im Vergleich zur 14. Austragung 2025 angehoben. So fordert die UEFA vier Stadien mit einer Kapazität von mindestens 20.000 Zuschauern, drei weitere für mindestens 30.000 Zuschauer und ein weiteres für mindestens 50.000 Zuschauer.
Interesse an der Ausrichtung haben:
- Dänemark und  Schweden gemeinsam[3][4]
- Polen[4][5]
- Portugal[6][7]
- Deutschland[4][8]
- Italien[9][10]

Die interessierten Verbände waren aufgefordert, bis zum 12. März 2025 eine vorläufige Bewerbung bei der UEFA abzugeben. Weitere, dann endgültige Bewerbungsunterlagen müssen bis zum 28. August 2025 eingereicht werden.
Für die deutsche Bewerbung hatten 17 Städte fristgerecht ihr Interesse an der Austragung bekundet. Bis zum 22. Januar 2025 mussten die Städte ihre Bewerbungsunterlagen beim DFB einreichen. Am 23. Januar gab der DFB bekannt, dass 15 Städte fristgerecht ihre Bewerbungsunterlagen als Austragungsort eingereicht hatten. Die Städte Freiburg im Breisgau und Mainz haben sich nicht beworben. Am 6. Februar 2025 zog der Stuttgarter Gemeinderat die Bewerbung zurück. Der DFB stellte am 14. Februar eine Shortlist von elf Städten vor. Ausgeschieden sind die Bewerber Bremen, Essen und Hamburg. Am Weltfrauentag (8. März 2025) veröffentlichte der DFB das Logo für die angestrebte Ausrichtung der UEFA Women's EURO 2029. Der Slogan lautet "Together WE Rise" mit buntem Logo WE'29. WE (deutsch Wir) bezieht sich nicht nur auf Women's EURO, sondern auch für die Absicht, gemeinsam ein großes Fest des Frauenfußballs zu feiern. Am 13. Juni 2025 bestimmte das Präsidium des Deutschen Fußball-Bundes die acht Spielorte, mit denen der Verband die endgültigen Bewerbungsunterlagen bei der UEFA für das UEFA-Turnier einreichen wird. Nach Sichtung und Bewertung schieden Berlin, Gelsenkirchen und Rostock aus. Die ausgewählten Spielorte für die DFB-Bewerbung sind Dortmund, Düsseldorf, Frankfurt, Hannover, Köln, Leipzig, München und Wolfsburg.
- Berlin (Olympiastadion)
- Bremen (Weserstadion)
- Dortmund (Signal Iduna Park)
- Düsseldorf (Merkur Spiel-Arena)
- Essen (Stadion an der Hafenstraße)
- Frankfurt am Main (Deutsche Bank Park)
- Freiburg (Europa-Park Stadion)
- Gelsenkirchen (Veltins-Arena)
- Hamburg (Volksparkstadion)
- Hannover (Heinz von Heiden Arena)
- Köln (RheinEnergieSTADION)
- Leipzig (Red Bull Arena)
- Mainz (MEWA Arena)
- München (Allianz Arena)
- Rostock (Ostseestadion)
- Stuttgart (MHPArena)
- Wolfsburg (Volkswagen Arena)

Die Vergabe der Europameisterschaft soll im Dezember 2025 durch das UEFA-Exekutivkomitee erfolgen.

## Qualifikation
Die Mannschaft des ausrichtenden Verbands ist für die Endrunde der Europameisterschaft direkt qualifiziert.

## Spielorte
Die Spiele des Turniers werden voraussichtlich in acht Stadien ausgetragen.